# Moșul cel rău
Moșul cel rău (titlu original: Bad Santa) a fost un film de Crăciun, comedie neagră, de aventuri, american din 2003 regizat de Terry Zwigoff. În rolurile principale joacă actorii Billy Bob Thornton și Bernie Mac. Este ultimul film al lui John Ritter înainte de moartea sa din 2003. Frații Coen brothers sunt menționați ca producători executivi.

## Prezentare
În timpul sărbătorilor de iarnă, doi bărbați jefuiesc magazinele în fiecare an îmbrăcați ca Moș Crăciun și elful sau. Un copil de 8 ani le va da planurile peste cap când le va arăta care este adevărata semnificație a Crăciunului.

## Distribuție
- Billy Bob Thornton ca Willie T. Stokes
- Tony Cox ca Marcus
- Brett Kelly ca Thurman Merman
- Lauren Graham ca Sue
- Lauren Tom ca Lois
- Bernie Mac ca Gin Slagel
- John Ritter ca Bob Chipeska
- Octavia Spencer ca Opal
- Cloris Leachman ca Granny (nemenționat)
- Alex Borstein ca Milwaukee mom
- Billy Gardell ca Milwaukee Security Guard
- Bryan Callen ca Miami bartender
- Tom McGowan ca  Harrison
- Ajay Naidu ca Indian immigrant
- Ethan Phillips ca Roger Merman
- Matt Walsh ca Herb (nemenționat)
- Max Van Ville ca bully
- Ryan Pinkston ca shoplifter
- Curtis Taylor ca Phoenix Security Guard
- Sheriff John Bunnell ca Phoenix Police Chief
- Dylan Cash ca Kid on Bike (nemenționat)

## Vezi și
- Bad Santa 2 (2016)